# ブリアスコ
ブリアスコ（伊: Buriasco）は、イタリア共和国ピエモンテ州トリノ県にある、人口約1,400人の基礎自治体（コムーネ）。

## 地理

### 位置・広がり

#### 隣接コムーネ
隣接するコムーネは以下の通り。
- チェルチェナスコ
- マチェッロ
- ピネローロ
- スカレンゲ
- ヴィゴーネ

## 姉妹都市
- María Juana、アルゼンチン